# Xestocephalus spinifer
Xestocephalus spinifer är en insektsart som beskrevs av Rauno E. Linnavuori 1979. Xestocephalus spinifer ingår i släktet Xestocephalus och familjen dvärgstritar. Inga underarter finns listade i Catalogue of Life.